# Athinaiko Praktorio Idiseon – Makedoniko Praktorio Idiseon

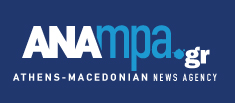
Logo der ANA-MPA

Athinaiko Praktorio Idiseon – Makedoniko Praktorio Idiseon (griechisch Αθηναϊκό Πρακτορείο Ειδήσεων - Μακεδονικό Πρακτορείο Ειδήσεων, ΑΠΕ–ΜΠΕ, Athens News Agency–Macedonian Press Agency, ANA-MPA, zu deutsch „Athenisch-Makedonische Nachrichtenagentur“) ist eine staatliche Nachrichtenagentur in Griechenland. Die Agentur wurde am 9. Dezember 2008 gegründet. Per Dekret des griechischen Präsidenten Karolos Papoulias wurden zuvor die beiden bestehenden Nachrichtendienste, Athinaiko Praktorio Idiseon (Athens News Agency) und die Makedoniko Praktorio Idiseon (Macedonian Press Agency) zusammengeführt.
Seither liefert ANA-MPA Nachrichten, Pressefotos, Video- und Radiobeiträge. Korrespondentenbüros gibt es in Brüssel, Istanbul, Nikosia und Berlin, sowie Korrespondenten in London, Wien, Rom, Paris, Skopje, Washington, New York, Melbourne, Montreal, Tirana, Sofia, Ankara, Belgrad und allen großen griechischen Städten. ANA-MPA ist Mitglied der Europäischen Allianz der Nachrichtenagenturen.
Internationale Nachrichtendienste nutzen das Angebot von ANA-MPA täglich. Es sind dies Thomson Reuters, Associated Press, Agence France-Presse, Deutsche Presse-Agentur, EFE, Agenzia Nazionale Stampa Associata und globale Informationsunternehmen wie Bloomberg L.P. sowie Financial Times.
Das Unternehmen hat einen Verwaltungsrat aus neun Mitgliedern, von denen die Mehrheit (fünf Mitglieder) Vertreter der Journalistenverbandes von Athen, den Tageszeitungen Esiea (ΕΣΗΕΑ) und der Union der Journalisten von Makedonien-Thrakien zusammen Esiem-Th (ΕΣΗΕΜ–Θ) bestehen.